# 圣拉比耶
圣拉比耶（法語：Saint-Rabier，法語發音：[sɛ̃ ʁabje]）是法国多尔多涅省的一个市镇，属于萨拉拉卡内达区。

## 地理
圣拉比耶（45°10'13"N, 1°9'5"E）面积15.87 平方千米，位于法国新阿基坦大区多爾多涅省，该省份为法国西南部内陆省份，是法國本土面积第三大的省，大致对应佩里戈尔地区，北起顺时针与夏朗德省、上维埃纳省、科雷兹省、洛特省、洛特-加龙省、吉倫特省和滨海夏朗德省接壤。
与圣拉比耶接壤的市镇（或旧市镇、城区）包括：纳亚克、阿兹拉、拉沙佩勒圣让、沙特尔、佩里尼亚克、拉巴谢勒里、圣奥尔斯、格朗日当斯。

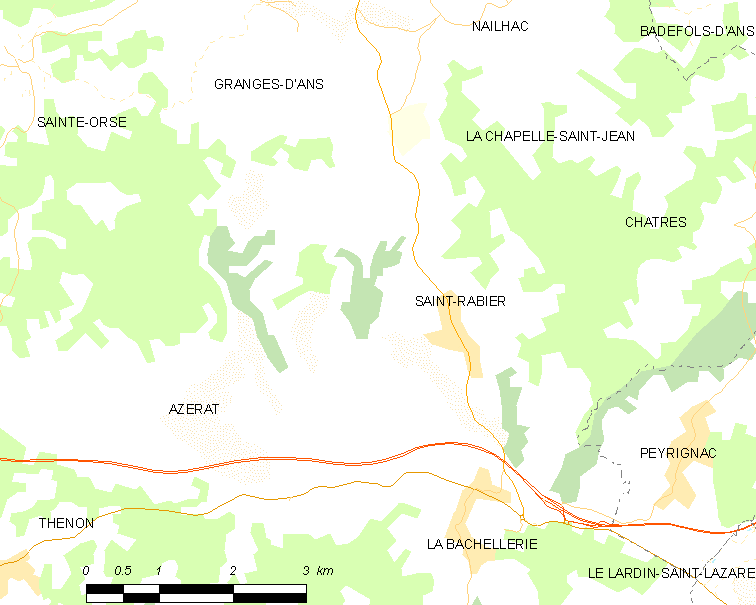
圣拉比耶的OSM定位图

圣拉比耶的时区为UTC+01:00、UTC+02:00（夏令时）。

## 行政
圣拉比耶的邮政编码为24210，INSEE市镇编码为24491。

## 政治
圣拉比耶所属的省级选区为上黑色佩里戈尔县。

## 人口

1962-2008年间圣拉比耶人口变化图示

圣拉比耶于2022年1月1日时的人口数量为560人。